# Turośl (gemeente)
De gemeente Turośl is een landgemeente in het Poolse woiwodschap Podlachië, in powiat Kolneński.
De zetel van de gemeente is in Turośl.
Op 30 juni 2014 telde de gemeente 5994 inwoners.

## Oppervlakte gegevens
In 2002 bedroeg de totale oppervlakte van gemeente Turośl 198,43 km², waarvan:
- agrarisch gebied: 68%
- bossen: 26%

De gemeente beslaat 21,12% van de totale oppervlakte van de powiat.

## Demografie
Stand op 30 juni 2004:
| Omschrijving                   | Totaal | Totaal | Vrouwen | Vrouwen | Mannen | Mannen |
| ------------------------------ | ------ | ------ | ------- | ------- | ------ | ------ |
| eenheid                        | aantal | %      | aantal  | %       | aantal | %      |
| inwoners                       | 4994   | 100    | 2338    | 46,8    | 2656   | 53,2   |
| bevolkingsdichtheid (inw./km²) | 25,2   | 25,2   | 11,8    | 11,8    | 13,4   | 13,4   |

In 2002 bedroeg het gemiddelde inkomen per inwoner 1451,76 zł.

## Plaatsen
Adamusy, Charubin, Charubiny, Cieciory, Cieloszka, Dudy Nadrzeczne, Krusza, Ksebki, Leman, Łacha, Nowa Ruda, Popiołki, Potasie, Ptaki, Pudełko, Pupki, Samule, Szablaki, Trzcińskie, Turośl, Wanacja, Zimna.

## Aangrenzende gemeenten
Kolno, Łyse, Pisz, Zbójna